# Calocalanus contractus
Calocalanus contractus är en kräftdjursart som beskrevs av Farran 1926. Calocalanus contractus ingår i släktet Calocalanus och familjen Paracalanidae. Inga underarter finns listade i Catalogue of Life.